# 离子激光器

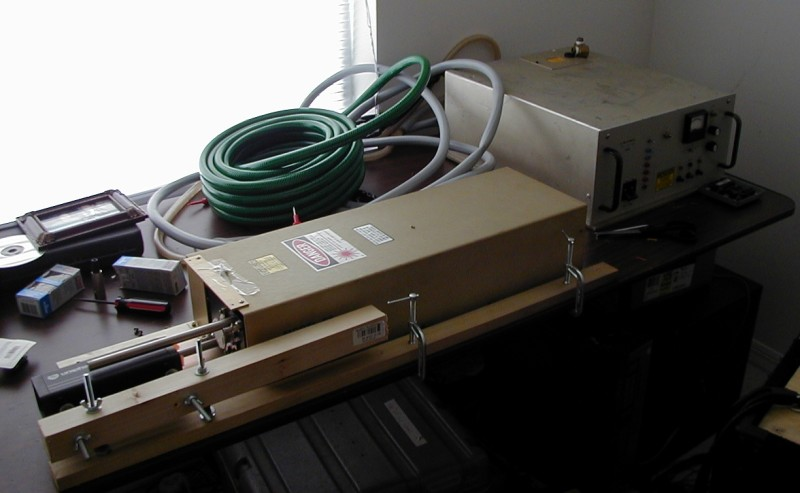
1 mW 的单相氦氖激光器（左）、2 W Lexel 88 氩离子激光器（中）和电源（右），后方软管为水冷管

离子激光器是一种使用电离气体作为激光介质的气体激光器。